# Stisseria stricta
Stisseria stricta là một loài thực vật có hoa trong họ La bố ma. Loài này được (Sims) Kuntze miêu tả khoa học đầu tiên năm 1891.